# Малабарские червяги
Малабарские червяги (лат. Uraeotyphlus) — род безногих земноводных из семейства рыбозмеев, обитающих в Индии.

## Описание
Общая длина представителей этого рода колеблется от 20 до 30 см. По своему строению похожи на род Ichthyophis. Отличием является череп, состоящий из многих костей. Рот большой, щупальца находятся вдали от глаз, под ноздрями. По бокам присутствуют кожные складки, покрытые чешуёй. Туловище стройное. Имеют трахеи, благодаря которым дышат. Третичные кольца отсутствуют, хвост довольно короткий. Окраска тёмно-серая или коричневая.

## Образ жизни
Населяют тропические леса в горной местности. Всю жизнь живут в почве, покрытой листьями. Питаются наземными беспозвоночными.

## Размножение
Это яйцекладущие земноводные. Самки откладывают яйца во влажную почву неподалеку от водоёма, где впоследствии развиваются личинки.

## Распространение
Являются эндемиками Индии, обитают в Западных Гатах.

## Классификация
На октябрь 2018 года в род включают 7 видов:
- Uraeotyphlus gansi Gower, Rajendran, Nussbaum & Wilkinson, 2008
- Uraeotyphlus interruptus Pillai & Ravichandran, 1999
- Uraeotyphlus malabaricus (Beddome, 1870) — Малабарская червяга
- Uraeotyphlus menoni Annandale, 1913 — Керальская червяга
- Uraeotyphlus narayani Seshachar, 1939 — Остроязычная червяга
- Uraeotyphlus oommeni Gower & Wilkinson, 2007
- Uraeotyphlus oxyurus (Duméril & Bibron, 1841) — Узкохвостая червяга

## Галерея

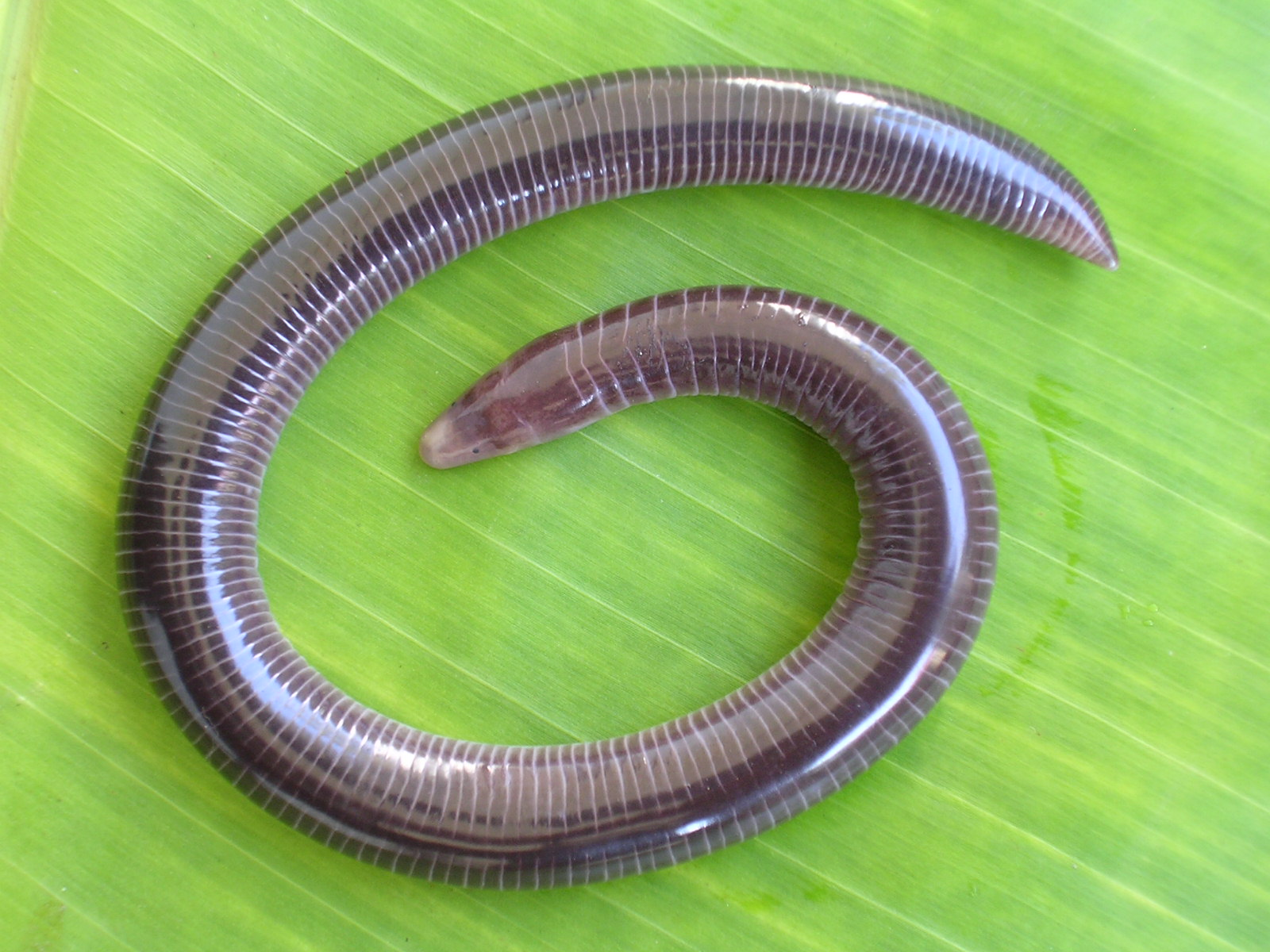
Uraeotyphlus interruptus
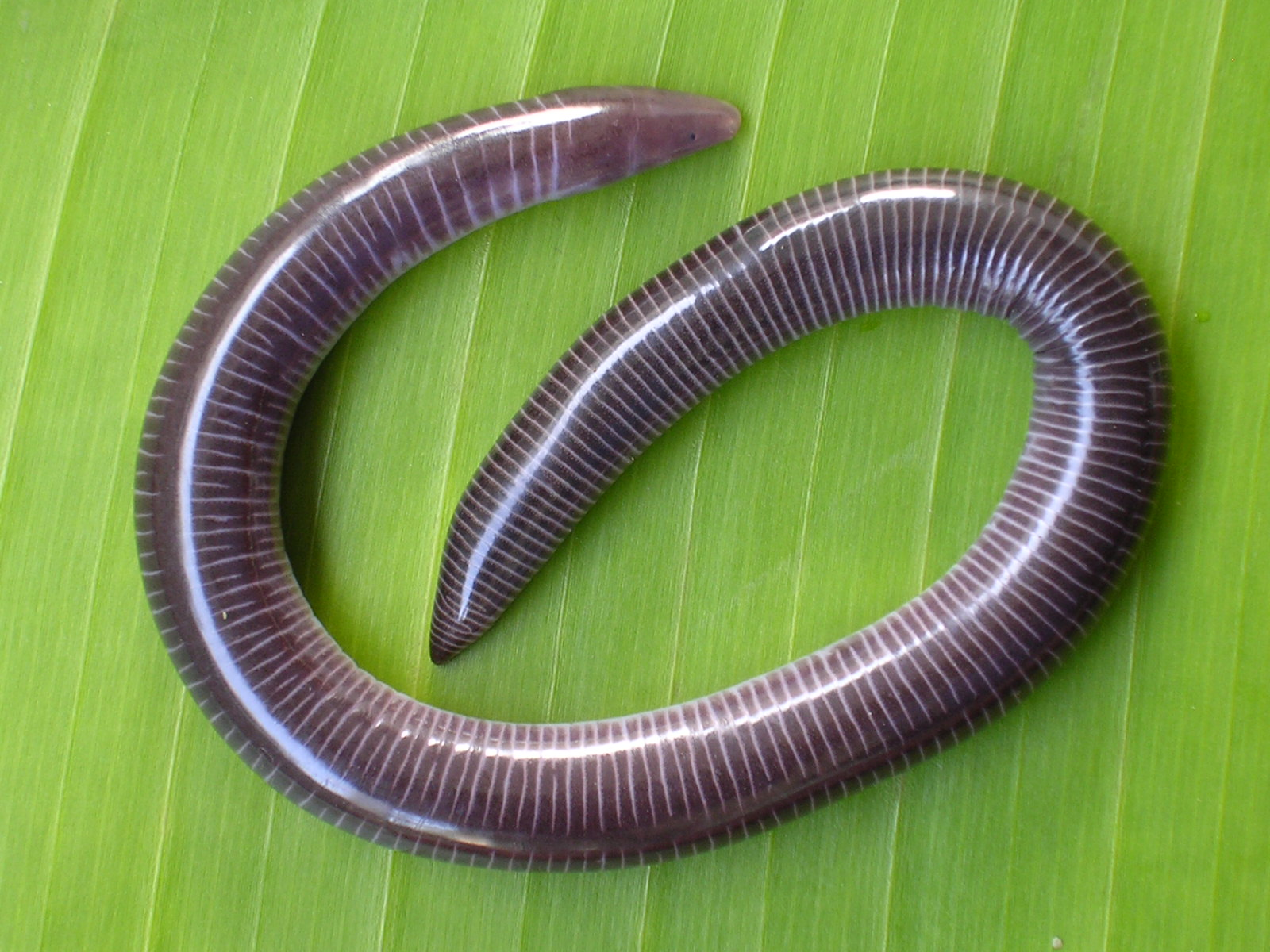
Остроязычная червяга
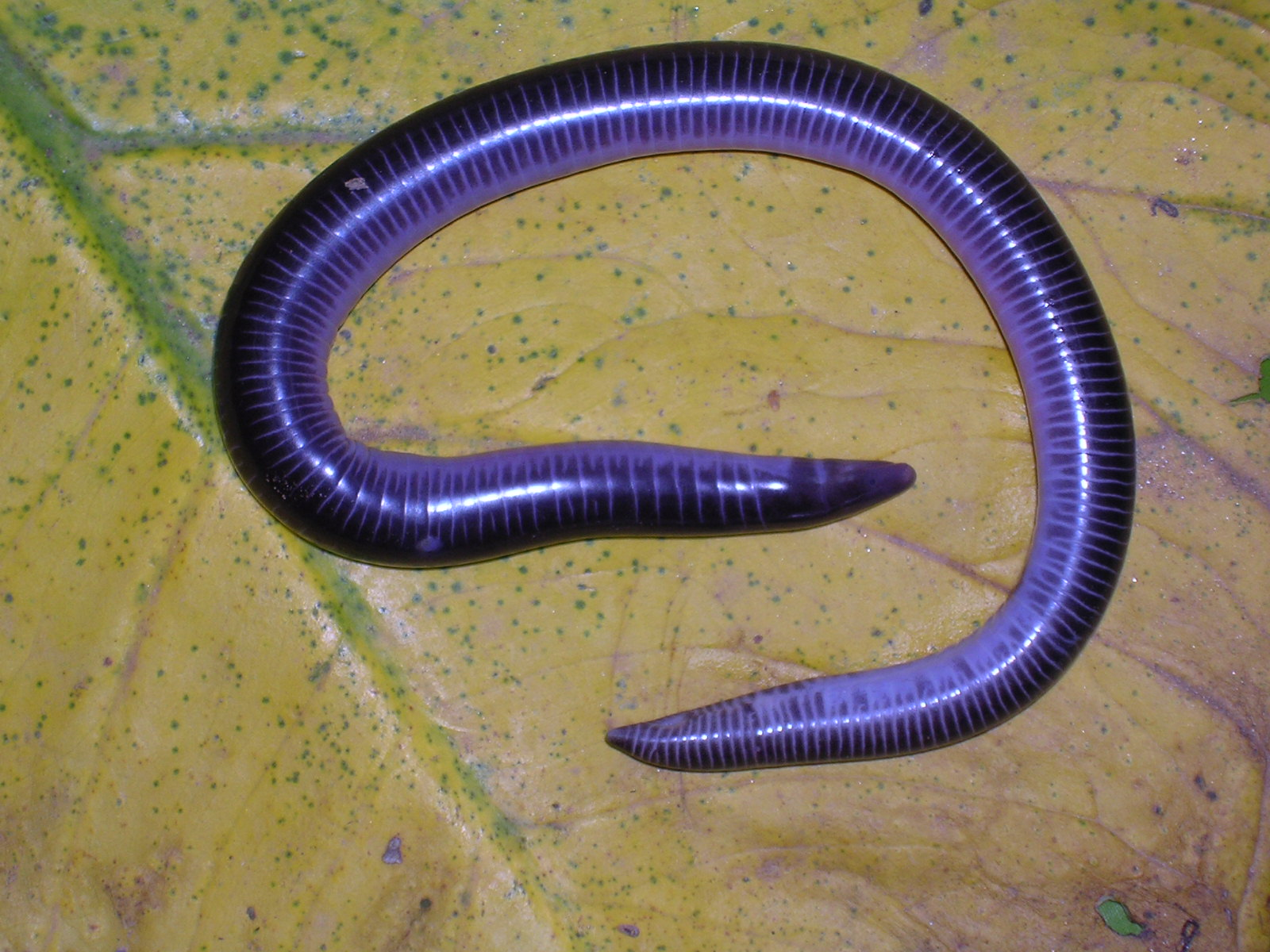
Узкохвостая червяга